# Eileen Ivers
Eileen Ivers es una violinista estadounidense nacida en Nueva York el 13 de julio de 1965.
De padres irlandeses, Ivers creció en el Bronx y cursó estudios en el St. Barnabas High School. Durante su infancia pasó los veranos en Irlanda y comenzó a tocar el violín a los nueve años, instruida por el violinista irlandés Martin Mulvihill.  Realizó giras con Mick Moloney  y su banda Green Fields of America, fundada en 1977. Se graduó cum laude en el Iona College de Nueva York y ha cursado un postgrado en Matemáticas.

## Historia
Fue fundadora de la banda Cherish the Ladies, con las que grabó varios discos y realizó giras durante varios años.
En 1994 publicó su primer disco Eileen Ivers – Traditional Irish Music . En 1995, reemplazó al violinista del espectáculo teatral de música y danza tradicional irlandesa  Riverdance y realzió varias giras con el grupo.
Su original violín eléctrico Barcus-Berry de color azul inspiró el nombre de su álbum Wild Blue, publicado en 1996. Más tarde lo sustituyó por un violín electroacústico Zeta Strados, también de color azul y fabricado según sus especificaciones por la empresa estadounidense Zeta Music Systems.
En el año 2000 participó en el Festival de Ortigueira. En 2002 colaboró en la banda sonora de la película Gangs of New York y en 2003 actuó en el Festival Intercéltico de Lorient.

## Discografía

### Álbumes en solitario
- Eileen Ivers – Traditional Irish Music (1994)
- Wild Blue (1996)
- So Far (1979–1995) (1995)
- Crossing the Bridge (1999)
- Eileen Ivers and Immigrant Soul (2003)
- An Nollaig: An Irish Christmas (2007)

### Colaboraciones
- Riverdance: Music from the Show (1995)
- Song of the Irish Whistle de Joanie Madden (1996)[6]
- The Fiddling Ladies de The Chieftains en el álbum Tears of Stone (1999)
- Becoming de Micheál Ó Súilleabháin (1998)
- Celtic Solstice de Paul Winter (1999)
- Lament for Stalker Wallace para la banda sonora de Gangs of New York (2002)
- Seed (2003)
- New York Town de Black 47 en el álbum New York Town (2004)
- Voice of Hope de Tommy Fleming
- Absolutely Irish, un recopilatorio de varios artistas (2008)
- Into the Deep: America, Whaling & The World de Brian Keane (2010)[7]
- Banda sonora de la serie de televisión Copper de Brian Keane (2013)[8]